# Lauren Young
Pour les articles homonymes, voir Young.
Lauren Young, née Lauren Anne Young le 8 novembre 1993 à Alexandria (Virginie) aux États-Unis, est une actrice et mannequin philippino-américaine.
Elle est la sœur cadette de Megan Young, Miss Monde 2013.

## Biographie
Lauren Young est l'un des 20 nouveaux talents lancés en 2006 par l'agence d'ABS-CBN, Star Magic, sous le nom de « lot » Star Magic 13. Elle a fait sa première apparition à la télévision dans l'épisode Bampy de la série Komiks, un épisode spécial pour le quatorzième anniversaire de Star Magic. Elle a ensuite joué Léa avec Piolo Pascual dans la série Star Magic Presents (épisode 6 de la première saison, All About A Girl). Young a ensuite été l'un des 19 nouveaux venus de la deuxième saison de la série télévisée pour adolescents Star Magic Presents: Abt Ur Luv (2007-2008).
En 2007, elle a joué Bernice, la petite sœur de John Lloyd Cruz dans le film sentimental One More Chance (neuvième plus gros succès du cinéma philippin).
En 2008, elle a joué l'antagoniste, la possessive Paige, dans la série télévisée Your Song Presents: Impossible.
En 2010, elle a joué Lorraine dans le film Sa 'yo Lamang, avec Enchong Dee.
Elle a aussi tenu le rôle de Sunny-Rose Buenaventura, la sœur cadette de Rodjun Cruz, dans la série télévisée Juanita Banana (2010-2011).
Elle a été choisie pour jouer Via Pereira, à l'origine joué par Claudine Barretto, dans le remake d'ABS-CBN de 2011 de la série télévisée Mula Sa Puso (1997-1999).
En 2012, elle a quitté ABS-CBN pour GMA Network.

## Filmographie

### Cinéma (Philippin)
- 2003 : Salt (court-métrage)
- 2006 : Full Circle (court-métrage)
- 2007 : One More Chance : Bernice
- 2010 : Sa 'Yo Lamang : Lorraine
- 2011 : Zombadings 1: Patayin sa Shokot si Remington : Hannah
- 2012 : Tahanan : Samantha Benitez
- 2012 : Catnip : Liv
- 2013 : Puti

### Télévision (Philippine)
- 2006 : Love Spell (séries TV ; 1 épisode)
- 2006-2007 : Star Magic Presents (séries TV ; 3 épisodes) : Nelle / Nelle Brondial / Lea
- 2007 : Your Song (séries TV ; 2 épisodes) : Maya
- 2008 : Astigs (séries TV ; 1 épisode) : Joselyn
- 2008 : Lobo (séries TV ; 5 épisodes)
- 2008 : Imposible (séries TV ; 3 épisodes) : Paige Lacsamana
- 2009 : Underage (séries TV ; 9 épisodes) : Corazon Serrano
- 2009-2010 : Dahil may isang ikaw (séries TV ; 91 épisodes) : Rachel
- 2010 : Tanging yaman (séries TV ; 16 épisodes) : Cindy
- 2010 : Midnight DJ (séries TV ; 1 épisode) : Jessie Soriano
- 2010-2011 : Juanita Banana (séries TV ; 66 épisodes) : Sunny Rose Buenaventura
- 2007-2012 : Maalaala mo kaya (séries TV ; 9 épisodes) : Elnora / Nova / Zoraida...
- 2012 : Mula sa puso (séries TV ; 97 épisodes) : Olivia Pereira
- 2012 : Regal Shocker (séries TV ; 1 épisode) : Liezel
- 2012 : Oka2kat (séries TV ; 6 épisodes) : Celestina
- 2012 : Mundo Mo'y Akin (séries TV ; 1 épisode) : Darlene
- 2013 : Dormitoryo (séries TV ; 4 épisodes) : Hazel Mendoza
- 2017 : Legally Blind (séries TV ; 93 épisodes) : Charie Reyes Evangelista